# Coregonus pennantii
Coregonus pennantii, conosciuto comunemente con il nome gallese gwyniad, è un pesce osseo d'acqua dolce appartenente alla famiglia Salmonidae.

## Distribuzione e habitat
Si tratta di una specie endemica del lago di Bala nel Galles settentrionale.
È una specie pelagica.

## Biologia

### Alimentazione
Si ciba di insetti e crostacei.

### Riproduzione
Avviene in pieno inverno nelle baie con acqua bassa.

## Conservazione
La popolazione di Gwyniad è minacciata dal peggioramento della qualità dell'acqua e dalle acerine, una specie aliena di pesci introdotti nel lago negli anni '80 che si nutre delle uova e degli avannotti del Gwyniad. Per questo, a scopo precauzionale, le uova di Gwyniad vengono trasferite al lago Llyn Arenig Fawr, vicino al lago di Bala.